# Чхаидзе, Юрий Леванович
Ю́рий Леванович Чхаидзе (1946) — советский футболист, защитник.
C 1965 года играл в чемпионате СССР за «Торпедо» Кутаиси, провёл 111 матчей. В 1971 году сыграл 22 матча в первой лиге. В 1972—1974 годах выступал за «Мерцхали» Махарадзе во второй лиге.